# Monstrul din Loch Ness

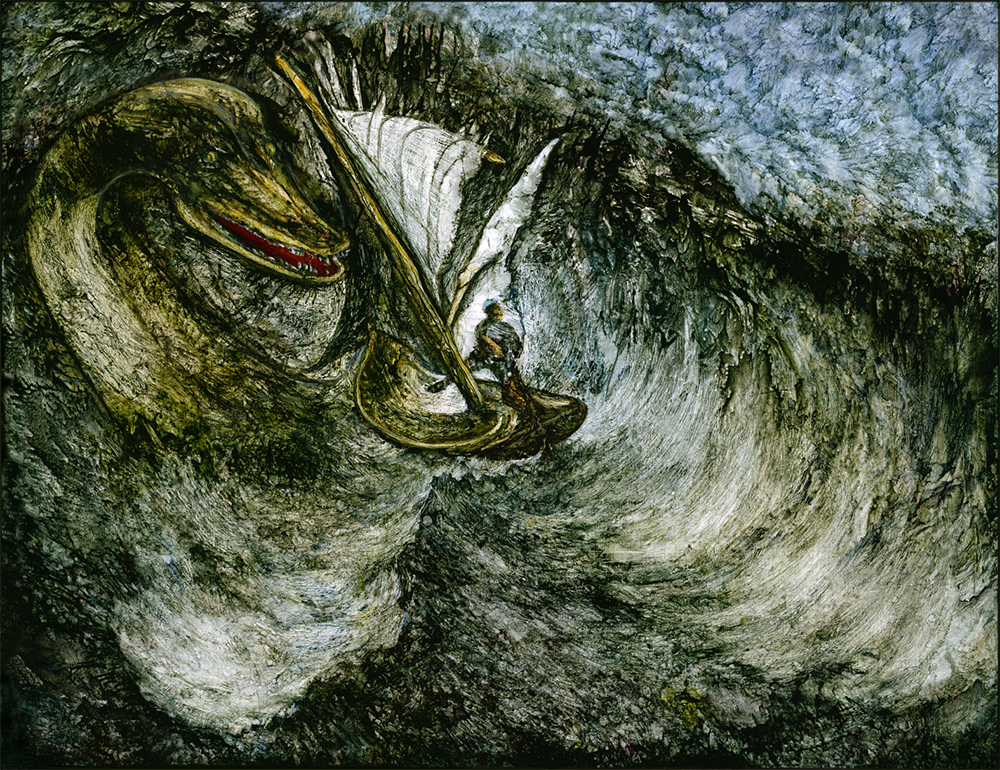
Monstrul din Loch Ness - o viziune artistică

Monstrul din Loch Ness este un animal care, din punct de vedere taxonomic, nu face parte din nicio familie sau specie, dar despre care se spune că trăiește în lacul Loch Ness din Scoția. Monstrul din Loch Ness este unul din cele mai cunoscute animale studiate de criptozoologie. Dovezile despre existența acestui animal sunt alcătuite din fotografii și înregistrări cu sonarul: nu au fost descoperite  schelete, urme, exemplare vii sau țesuturi. Localnicii l-au botezat Nessie, un nume folosit azi în toată lumea, încă din anii 1950.
Legenda modernă s-a născut abia pe 2 mai 1933, când a fost publicată știrea că acest monstru a fost văzut. Un cuplu a susținut ideea că monstrul era pe mal, traversând drumul de pe țărm.
Ziarele britanice au trimis reporteri în Scoția pentru a vedea monstrul. S-au găsit urmele unui imens animal patruped. Au fost luate mulaje cu urmele găsite în pământ și trimise la Muzeul de Istorie Naturală din Londra, care a anunțat că urmele erau ale unui hipopotam.
În 1934, o faimoasă fotografie prezenta o creatură asemănătoare cu un dinozaur, al cărei gât lung ieșea din apele învolburate. Această fotografie i-a făcut pe unii să speculeze că Nessie (monstrul) era singurul supraviețuitor al unei specii dispărute de mult, plesiozaurul. Se presupune că plesiozaurul acvatic a dispărut împreună cu restul dinozaurilor, cu 65 de milioane de ani în urmă. Totuși, Loch Ness a fost înghețat în timpul erei glaciare, astfel încât această creatură ar fi trebuit să străbată calea dintre mare și râul Ness în ultimii 10000 de ani. Plesiozaurul, despre care se crede că a avut sângele rece, nu ar fi putut să supraviețuiască multă vreme în apele înghețate din Loch Ness.
În anii ‘60, mai multe universități britanice au organizat expediții la Loch Ness, utilizând un sonar pentru a cerceta adâncurile. Nu a fost descoperit nimic concludent, dar un semn de întrebare rămâne, fiindcă la fiecare expediție operatorii sonarului au detectat imense obiecte subacvatice care se mișcau, fenomen pe care nu l-au putut explica.
În 1975, Academia de Șiințe Aplicate din Boston a combinat sonarul cu fotografia subacvatică. După ce au făcut fotografia, au mărit-o, zărind posibila înotătoare imensă, creatură asemănătoare unui plesiozaur.
S-au mai făcut expediții și în anii ‘80, ‘90 dar rezultatele au fost neconcludente.
Cercetări se fac în continuare, entuziasmul turiștilor și al investigatorilor profesioniști sau amatori neputând fi stăvilit.

## Legende
Descrierea monstrului din Loch Ness amintește de o reptilă acvatică ce conviețuia pe vremuri cu dinozaurii, pleziozaurul,  ceea ce reprezintă o interesantă temă de discuție pentru specialiștii de criptozoologie.  Legendele despre un monstru sau un animal care trăiește în lac sunt cunoscute de aprox. 1500 ani. În 565 Sfântul Columban, un călugăr irlandez, a plecat spre Munții Scoției pentru a răspândi cuvântul lui Dumnezeu printre păgânii ce locuiau acolo. Când a sosit pe malul lacului Loch Ness, a zărit un grup de localnici care tocmai așezau în mormânt trupul unui bărbat. Călugărul a întrebat în ce împrejurări a murit bărbatul, iar oamenii au răspuns, îndurerați, că nefericitul fusese ucis de monstrul care locuia în lac. Așa stând lucrurile, lui Columban i-a venit ideea cum să convertească întregul sat. Le-a cerut oamenilor să îl conducă până la lac. În scurt timp, din apele învolburate și-a făcut apariția bestia înfricoșătoare. Columban și-a ridicat mâinile, strigând: „Piei din ochii mei, creatură a iadului!”. În aceeași clipă, monstrul s-a scufundat din nou în adâncuri. Din acea zi, în Scoția a înflorit credința în Dumnezeu răspândindu-se, totodată, legenda despre monstru.

## Observări
În 1827, Sir Walter Scott scria în jurnalul său despre o partidă de vânătoare a cărei țintă era "o uriașă vacă de mare". În 1880, scafandrul Duncan McDonalds declara că un monstru uriaș ar fi înotat în direcția sa. Însă Nessie își datorează faima soților Spicer, care, în iulie 1933, au zărit în apele lacului o creatură de aproape 9 metri lungime, asemănătoare cu un dinozaur. Deși oamenii de știință au ridiculizat această poveste, presa mondială a scris nenumărate articole despre descoperirea senzațională. Cu toate acestea, o fotografie credibilă a monstrului nu există nici până în ziua de astăzi.

## Obiective turistice
Mergând de-a lungul coastei vestice a Scoției, pe drumul paralel Canalului Caledoniei, la un ocol de vreo 10 kilometri, călătorul se va regăsi pe malul lacului care își datorează renumele celui mai faimos monstru din lume. Pentru Scoția, peisajul din jurul lacului este destul de monoton, de aceea legenda vie despre existența celebrei bestii este o adevărată mană cerească pentru responsabilii cu turismul din regiune. Vizitând Loch Ness, nu poți scăpa de influența monstrului. În orășelul Drumnadrochit se găsește Centrul Oficial de Expoziții dedicat Monstrului din Loch Ness, unde organizatorii încearcă din răsputeri să convingă turiștii că Nessie există, recurgând la prezentări de filme și la diverse exponate. De credința în existența monstrului depinde bunăstarea întregii regiuni.
Din păcate, din Castelul Urquhart, cel mai mare castel din Scoția, situat pe malul vestic al lacului, nu au mai rămas decât ruinele. Poate că, dacă situația ar fi arătat altfel, castelul i-ar fi atras și pe turiștii care nu cred în existența monstrului din Loch Ness. Orășelul Beauly se poate mândri cu o tradiție demnă de respect. Numele i de trage de la vorbele rostite cândva în franceză de Maria Stuart: "Quel beau lieu!" ("Ce loc frumos!").